# Molorchus taprobanicus
Molorchus taprobanicus là một loài bọ cánh cứng trong họ Cerambycidae.